# Produktkennzeichnung
Produktkennzeichnungen (auch Warenkennzeichnungen) sind Informationen über eine Ware, die diese zum Handel oder bis zum Endverbraucher begleiten.

## Definitionen
Oft wird unter dem Begriff Produktkennzeichnung vor allem Information für Endverbraucher über Qualitätseigenschaften verstanden, die auf der Ware selbst oder der Verpackung angebracht ist, wie etwa Gütesiegel oder Mengenangaben. In einer weiter gefassten Definition kann sie sich auch an Händler richten, umfasst auch Angaben wie Preis oder Artikelnummer und auch warenbegleitende, nicht direkt am Produkt oder auf dessen Verpackung angebrachte Angaben.
Insbesondere im Kennzeichnungsrecht umfasst der Begriff Kennzeichnung oft die Gesamtheit der Kennzeichen (Wörter, Angaben, Hersteller- oder Handelsmarken, Abbildungen oder Zeichen), die sich auf ein Produkt beziehen. Bei den einzelnen Kennzeichen selbst, die über einen bestimmten Aspekt des Produktes informieren, oft einzeln geregelt sind und eine in sich abgeschlossene Einheit von Angaben bilden, spricht man oft von Kennzeichnungselementen.
Der Begriff Warenkennzeichnung bzw. Produktkennzeichnung kann gelegentlich auch den Prozess des Kennzeichnens meinen, in Abgrenzung zum auf der Ware angebrachten Kennzeichen selbst.
Produktkennzeichen können die Form von Symbolen, Piktogrammen, Logos oder Kurztexten haben. Sie sind häufig durch eine Vielzahl nationaler und internationaler Richtlinien genormt. Zur Kennzeichnung und Beschriftung von Produkten existieren verschiedenste Beschriftungstechniken. Sie können auf Verpackungen, Schriftstücken, Tafeln, Etiketten, Ringen oder Verschlüssen jeglicher Art angebracht sein.

## Merkmale
Produktkennzeichen für Verbraucher lassen sich hinsichtlich einer Reihe von Merkmalen unterscheiden.
Zeichennehmer sind meist Hersteller. Zeichengeber können staatliche Institutionen, unabhängige Verbände, Brancheneinrichtungen oder einzelne Firmen sein. Zielgruppe der Kennzeichen sind oft Verbraucher, können aber auch Händler, weiterverarbeitende Betriebe oder andere Organisationen sein.
Produktkennzeichen werden oft nur für bestimmte Produktgruppen vergeben und haben häufig einen regionalen oder nationalen Geltungsbereich. Sie unterscheiden sich in Art und Umfang der dargestellten Informationen, dieser reicht von einem einfachen Hinweis, dass bestimmte Kriterien erfüllt sind, bis hin zu ausführlichen quantitativen Angaben über Produkteigenschaften. Sie können positive bzw. negative Produkteigenschaften hervorheben oder über neutrale Eigenschaften informieren.
Für Produktkennzeichen gibt es verschiedene Darstellungsmöglichkeiten bzw. Formate. Diese reichen von stark symbolhaften Labeln, etwa bei vielen Umweltzeichen, hin zu ausführlichen textuellen Darstellungen, wie etwa der Deklaration von Inhaltsstoffen. Man unterscheidet zwischen verpflichtender und freiwilliger Kennzeichnung. Beispiele für verpflichtende, rechtliche Regelungen für Produktkennzeichnungen in Deutschland sind die Preisangabenverordnung, das Textilkennzeichnungsgesetz, Qualitäts- und Handelsklassen, die Gefahrstoffkennzeichnung oder die Lebensmittel-Informationsverordnung. So schreibt letztere u. a. folgende Angaben vor:
- die Verkehrsbezeichnung
- die Anschrift des Herstellers oder Verpackers
- Liste der Zutaten
- Allergenkennzeichnung
- Nettogewicht
- ein Mindesthaltbarkeitsdatum (bei Fertigpackungen), bzw. das Verbrauchsdatum bei sehr schnell verderblicher Ware, beispielsweise Hackfleisch.

Eine freiwillige Kennzeichnung kann zusätzliche Informationen zum Produkt beinhalten, wie die Nährwertkennzeichnung, Angaben zum Qualitätsstandard oder Sicherheitszustand. Hier ist wiederum zu unterscheiden zwischen firmenindividuellen Zeichen (Selbstdeklaration) und Zeichen Dritter, zum Beispiel unabhängiger Gütegemeinschaften oder Verbraucherorganisationen, wie etwa der Stiftung Warentest.
Meist müssen Produkte, die ein Kennzeichen erhalten sollen, bestimmte Vergabekriterien bzw. Standards erfüllen. Hier ist wichtig, wer die Vergabekriterien festlegt und wer Produkte auf die Einhaltung der Kriterien prüft. Dies können der Zeichengeber selbst oder von ihm beauftragte, unabhängige Standardisierungs- und Kontrollgremien sein. Wichtige Merkmale der Kriterien sind ihre objektive Prüfbarkeit und Transparenz.

## Funktion
Produktkennzeichnung ist ein Kanal der Verbraucherinformation, der oft durch beschränkten Platz aber sofortige Verfügbarkeit beim Kauf gekennzeichnet ist. Oft verweisen Produktkennzeichen auf andere Kanäle mit umfassenderer Information, etwa Internetportale. Über Produktkennzeichen kann sowohl der Hersteller selbst informieren als auch der Staat durch Pflichtkennzeichen, wie etwa Warnhinweise auf Zigarettenverpackungen.
Produktkennzeichen als Verbraucherinformation sollen vor allem über Produkteigenschaften informieren, die der Käufer zum Zeitpunkt des Kaufs nicht wahrnehmen kann. Die Ware weist also hinsichtlich ihrer Eigenschaften, über die ein Kennzeichen informiert, Merkmale von Erfahrungs- oder Vertrauensgütern auf.
Wenn diese verborgenen Eigenschaften positive oder negative sind, sie also die Zielgruppe in der Regel als „gut“ oder „schlecht“ ansieht, so liegt eine Informationsasymmetrie zwischen Verkäufer und Käufer vor, die den Handel beeinträchtigen kann. Denn der Käufer muss damit rechnen, dass der Verkäufer negative Produkteigenschaften verschweigt oder untertreibt und positive übertreibt. Er wird deswegen nur einen geringeren Preis bezahlen wollen oder auf den Kauf ganz verzichten. Produkte mit positiven aber aufwändiger herzustellenden Eigenschaften werden sich auf einem solchen so genannten Zitronenmarkt kaum durchsetzen. Glaubwürdige Produktkennzeichen, wie Gütesiegel, können hier Abhilfe schaffen. Wegen der erforderlichen Glaubwürdigkeit sind hier vor allem gesetzliche Kennzeichen und Kennzeichen unabhängiger Organisationen von Bedeutung.
Produktkennzeichen können auch über neutrale Qualitätseigenschaften informieren, bei denen der Hersteller keinen Anreiz zur Fehldarstellung hat. Beispiele hierfür sind Kleidergrößen. Kennzeichen können zudem wichtige Informationen zur Handhabung des Produktes geben, wie etwa Waschhinweise auf Textilien, Gefahrensymbole oder Recycling-Hinweise.
Die Funktion von Produktkennzeichen hängt von ihrem Informationsumfang und ihrer Darstellungsform, ihren Vergabekriterien und deren Kontrolle ab. Einfache, symbolhafte Kennzeichen weisen eine hohe Informationsdichte und geringe Komplexität auf. Sie sind also leicht und schnell durch den Verbraucher auszuwerten. Dafür ermöglichen sie aber nur weniger differenzierte Kaufentscheidungen und erfordern höheres Vertrauen in die Institutionen des Kennzeichens als bei komplexen Kennzeichen mit hohem Informationsumfang. Firmenindividuelle Kennzeichen weisen in der Regel einen geringeren Standardisierungsgrad auf und sind weniger glaubwürdig als Kennzeichen unabhängiger Dritter.

## Häufig verwendete Kennzeichen

### Allgemeines

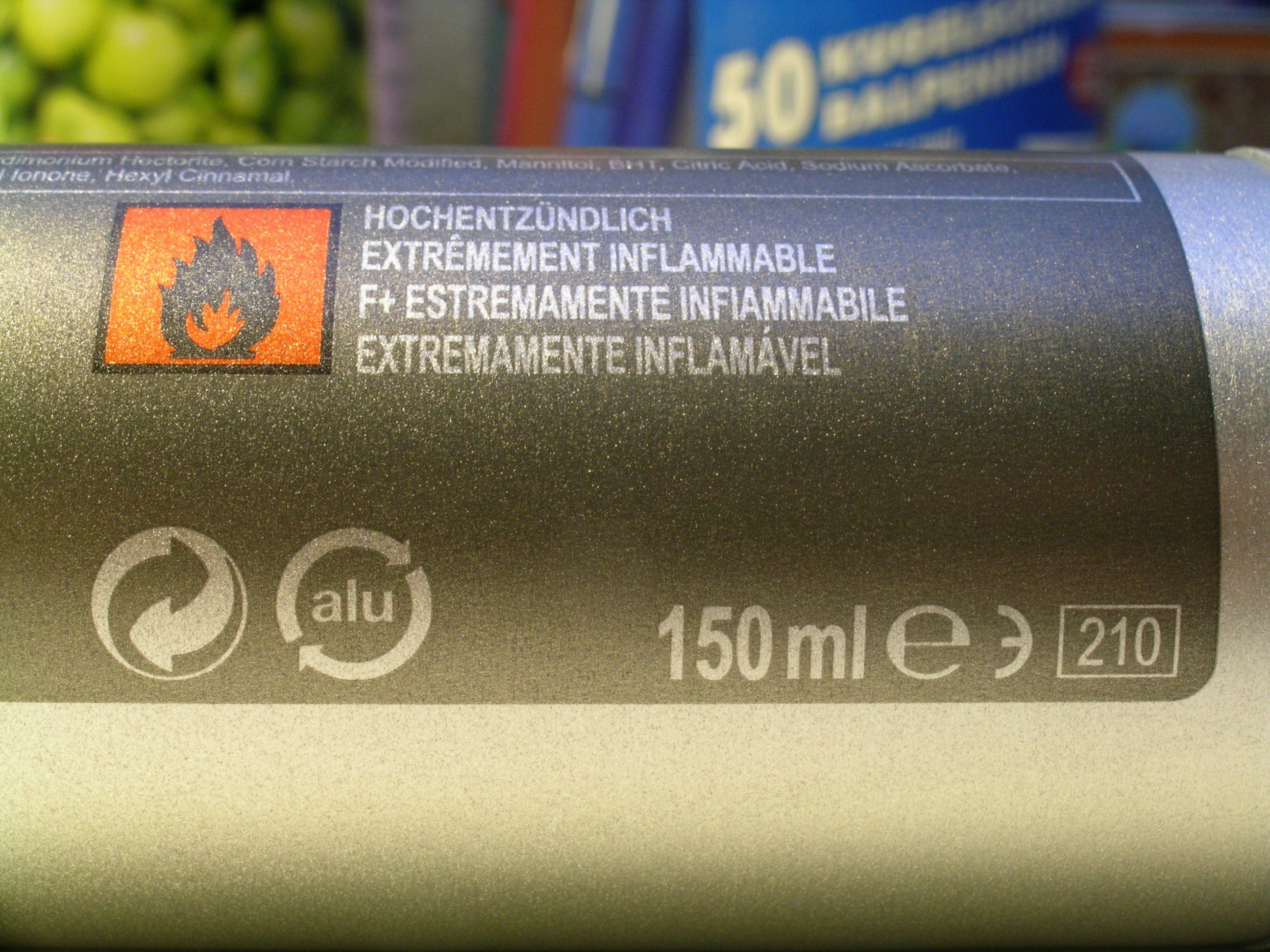
Deodorant mit (veraltetem) R-Satz 12 „Hochentzündlich“ und passendem Gefahrensymbol, Grünem Punkt, Alu-Kennzeichen und Mengenangabe nach EU-Fertigpackungsrichtlinie (e), umgekehrtes Epsilon (э) und Randvollvolumen (Zahl im Rechteck)

Für den Verkauf nützlich ist die Anbringung einer maschinell lesbaren Produktnummer, wie der European Article Number oder dem Universal Product Code, die in Strichcodes  kodiert sind. Strichcodes gibt es in verschiedener Form, so auch als 2D-Barcode .
Anhand einer CE-Kennzeichnung  kann erkannt werden, dass ein Produkt den gesetzlichen Bestimmungen es berührender europäischer Rechtsnormen entspricht und daher innerhalb der Europäischen Gemeinschaft gehandelt werden darf. Das -Zeichen stellt eine gesetzlich vorgeschriebene Konformitätserklärung durch den Hersteller dar. Dieses Zeichen darf jedoch nur angebracht werden, wenn dies ausdrücklich in der für das betreffende Produkt relevanten Rechtsnorm vorgesehen ist.
Gefahrenpiktogramme, Signalwörter sowie H-Sätze und P-Sätze geben Auskunft über chemikalienrechtlich relevante Gefahren. Bei Endverbrauchern können sich auch noch Produkte mit veralteten Gefahrensymbolen auf orangefarbigem Untergrund befinden.

### Verpackungen
| Kennzeichen | Bezeichnung, Bedeutung | Zeichengeber, Vergabekriterien                                                                                                   | Anwendungsbereich |
| --- | --- | --- | ----------------- |
| | Schätzungszeichen, meist neben der Nennfüllmenge; das Produkt wurde nach der Fertigpackungsrichtlinie abgewogen oder abgefüllt; darin sind maximal zulässige Abweichungen der enthaltenen Menge von der angegebenen Nennfüllmenge geregelt | verpflichtende Selbstdeklaration, Richtlinie 76/211/EWG (Fertigpackungsrichtlinie)                                               | Europäische Union |
| | Nennfüllmenge, Menge, meist als Volumen oder Gewichtsangabe, die in der Verpackung enthalten sein soll; hier „670 g“ auf einem Gurkenglas | verpflichtende Selbstdeklaration, Richtlinie 76/211/EWG (Fertigpackungsrichtlinie)                                               | Europäische Union |
| Abtropfgewicht, Gewicht, das nach Abgießen einer Aufgussflüssigkeit verbleibt; hier: „420 g“ auf einem Gurkenglas                                                        | verpflichtende Selbstdeklaration (für feste Lebensmittel in Aufgussflüssigkeiten), Fertigpackungsverordnung, § 11 Satz 2 | Deutschland |                   |
| Randvollvolumen, Füllvolumen der Verpackung, wenn sie bis zur oberen Randebene gefüllt ist; hier: im Rechteck „720“ auf einem Gurkenglas (ohne Angabe der Maßeinheit ml) | verpflichtende Selbstdeklaration, Fertigpackungsverordnung | Deutschland |                   |
| 23 э 7· 0,75l 78 ···· · ·· | Behälterkennzeichnung, hier vom unteren Rand einer Glasflasche für Mineralwasser, von links nach rechts: Produktionsschlüssel „23“, Glasmarke (Hüttenzeichen) des Herstellers Ruhrglas, э als Zeichen für Maßbehälter, „7·“ für Herstellungsjahr 2007, zweites Quartal (bei null Punkten für das erste Quartal beginnend, bei drei Punkten für das vierte endend), Nennfüllvolumen „0,75 l“, Randvollvolumen „78“ in cl; die Punktfolge kennzeichnet herstellerspezifisch die einzelne Glas- oder Flaschenform des Herstellungsprozesses zur Identifizierung fehlerhafter Formen | Selbstdeklaration (z. T. verpflichtend für Maßbehältnisse), Richtlinie 75/107/EWG, Anhang I, 8. DIN 6121                         | Europäische Union |
| | Symbol für Lebensmittelkontaktmaterialien bzw. Lebensmittelbedarfsgegenstand, der Gegenstand, z. B. Lebensmittelbehälter, Geschirr, ist für den Kontakt mit Lebensmitteln geeignet: Hinweis alternativ textuell „Für Lebensmittelkontakt“ oder konkreter Verwendungszweck (das Symbol hat nichts mit Spülmaschinenfestigkeit o. Ä. zu tun) | verpflichtende Selbstdeklaration Verordnung (EG) Nr. 1935/2004 und Lebensmittel-, Bedarfsgegenstände- und Futtermittelgesetzbuch | Europäische Union |
| , auch , | Konformitätskennzeichen für Aerosolverpackungen (umgekehrtes Epsilon), weist auf Übereinstimmung einer Aerosolpackung mit Sicherheitsanforderungen der EU hin | verpflichtende Selbstdeklaration Richtlinie 75/324/EWG, in Deutschland Aerosolpackungsverordnung                                 | Europäische Union |

### Abfallentsorgung
| Kennzeichen | Bezeichnung, Bedeutung | Zeichengeber, Vergabekriterien | Anwendungsbereich        |
| ----------- | --- | --- | ------------------------ |
|             | Internationales Recyclingsymbol (Möbiusband), weist auf wiederverwertbares Material hin. | freiwillige Selbstdeklaration Symbol normiert in ISO 14021                                                                                            | international            |
|             | Universelles Recyclingsymbol (Möbiusband) mit Prozentangabe, weist auf Anteil an wiederverwertetem Material hin | freiwillige Selbstdeklaration Symbol normiert in ISO 14021                                                                                            | international            |
|             | Recyclingsymbol mit Recycling-Code, markiert wiederverwertbare Materialien zur Vorsortierung, das Material selbst ist durch den Recycling-Code gekennzeichnet                                                                                      | freiwillige Selbstdeklaration Verpackungsverordnung                                                                                                   | Europa                   |
|             | Grüner Punkt, der Hersteller hat gesetzliche Abgaben für Altstoffverwertung vorab entrichtet, die Verpackung soll über die dadurch finanzierte Mülltrennung (Duales System) entsorgt werden, hier das der Duales System Deutschland GmbH           | nationale Verwertungssysteme (u. a. Grüner Punkt (Deutschland), Altstoff Recycling Austria) Richtlinie 94/62/EG, in Deutschland Verpackungsverordnung | Europa                   |
|             | Symbol BellandDual, der Hersteller hat gesetzliche Abgaben für Altstoffverwertung vorab entrichtet, die Verpackung soll über die dadurch finanzierte Mülltrennung (Duales System) entsorgt werden, hier das der Belland Vision GmbH                | nationale Verwertungssysteme (u. a. Grüner Punkt (Deutschland), Altstoff Recycling Austria) Richtlinie 94/62/EG, in Deutschland Verpackungsverordnung | Europa                   |
|             | Mehrwegsymbol, kennzeichnet wiederbefüllbare Getränkeverpackungen (Mehrweg) mit Pfand; weit verbreitet, aber nicht obligatorisch; verbreitet auch einfach das Textkennzeichen „Mehrweg“                                                            | Arbeitskreis Mehrweg | Deutschland              |
|             | Mehrwegsymbol, kennzeichnet wiederbefüllbare Getränkeverpackungen (Mehrweg) mit Pfand | ARGE nachhaltige Getränkeverpackung der Wirtschaftskammer                                                                                             | Österreich               |
|             | Einwegpfandsymbol, kennzeichnet nicht wiederbefüllte Getränkeverpackungen (Einweg) mit Pfandpflicht; weit verbreitet aber nicht obligatorisch | Deutsche Pfandsystem GmbH | Deutschland              |
|             | Einwegpfandsymbol, kennzeichnet nicht wiederbefüllte Getränkeverpackungen (Einweg) mit Pfandpflicht; seit 1.1.2025 | EWP Recycling Pfand Österreich | Österreich               |
|             | durchkreuzte Mülltonne, gekennzeichnetes Produkt darf nicht über den Hausmüll entsorgt werden; ein Balken unterhalb der Mülltonne bzw. eine Datumsangabe zeigen an, ob bzw. wann das Produkt nach dem 13. August 2005 „in Verkehr gebracht“ wurde. | verpflichtende Selbstdeklaration WEEE-Richtlinie | Europa                   |
|             | Tidyman, dt. Saubermann, erinnert Verbraucher daran, Produkte und Verpackungen umweltschonend zu entsorgen. | freiwillige Selbstdeklaration | international            |
|             | Glasrecyclingsymbol mit Tidyman, weist darauf hin, das Produkt in ein Glasrecyclingsystem zu entsorgen. | freiwillige Selbstdeklaration | international            |
|             | Dosenrecyclingsymbol mit Tidyman, weist darauf hin, das Produkt in ein Dosen- bzw. Metallrecyclingsystem zu entsorgen. | freiwillige Selbstdeklaration | in der Form: Deutschland |
|             | Kompostierbarkeitszeichen, Produkt oder Verpackung aus biologisch abbaubarem Kunststoff. | DIN CERTCO (in Deutschland) Europäische Norm EN 13432                                                                                                 | Europa                   |
|             | Einwegplastikprodukt, Produkt – hier: Zigaretten mit Filtern – enthält Plastik, unsachgemäße Entsorgung ist umweltschädlich. | verpflichtende Selbstdeklaration Richtlinie (EU) 2019/904 (Einwegkunststoff-Richtlinie)                                                               | Europa                   |

### Kosmetika
Kosmetika werden in der Europäischen Union unter anderem nach der Richtlinie 76/768/EWG (Kosmetik-Richtlinie) gekennzeichnet, umgesetzt in Deutschland durch die Kosmetik-Verordnung. Ab Mitte 2013 ersetzt die Verordnung (EG) Nr. 1223/2009 über kosmetische Mittel diese Regelungen.
| Kennzeichen                        | Bezeichnung, Bedeutung | Zeichengeber, Vergabekriterien                                                                                   | Anwendungsbereich |
| ---------------------------------- | --- | --- | ----------------- |
| „mindestens haltbar bis: 15.02.13“ | Mindesthaltbarkeitsdatum (MHD), für unangebrochen weniger als 30 Monate haltbare Kosmetika: das Datum, bis zu dem das Produkt seine Funktion erfüllt. | verpflichtende Selbstdeklaration Sanduhr-Symbol neu in der Verordnung (EG) Nr. 1223/2009 über kosmetische Mittel | Europäische Union |
|                                    | Verwendungsdauer (engl. Period after Opening, PAO), für unangebrochen länger als 30 Monate haltbare Kosmetikprodukte: wie lange es nach dem Öffnen verwendet werden kann, ohne schädlich für den Verbraucher zu sein; im Symbol Angabe der Dauer in Monaten (Abkürzung M) und/oder Jahren (Abkürzung A) | verpflichtende Selbstdeklaration Richtlinie 2003/15/EG                                                           | Europäische Union |
|                                    | Verweis auf die beiliegenden oder am Produkt befestigten Informationen, auf einem Beipackzettel oder an der Kosmetik selbst sind wichtige Informationen über Vorsichtsmaßnahmen oder Bestandteile der Kosmetik                                                                                          | verpflichtende Selbstdeklaration Richtlinie 2003/15/EG                                                           | Europäische Union |
|                                    | UVA-Symbol, Sonnencreme entspricht den Empfehlungen der Europäischen Union zur Mindestwirksamkeit des Lichtschutzes gegenüber UV-B- und UV-A-Strahlung | freiwillige Selbstdeklaration Empfehlung 2006/647/EG, Symbol des Europäischen Kosmetikverbandes COLIPA           | Europäische Union |
|                                    | Kosmetik-Inhaltsstoffliste, listet verwendete chemische Substanzen; hier: die auf Ingredients: folgende Liste (Ingredients engl. für Inhaltsstoffe) | verpflichtende Selbstdeklaration gemäß Internationaler Nomenklatur für kosmetische Inhaltsstoffe (INCI)          | Europäische Union |
|                                    | Losnummer, zur Rückverfolgbarkeit des Produktes zu einem Produktionsdurchgang; hier auf einer Zahnpastatube rechts unten „95468437“ | verpflichtende Selbstdeklaration Kosmetik-Verordnung,§ 4                                                         | Deutschland       |

### Lebensmittel
In Deutschland schreibt das Lebensmittel-, Bedarfsgegenstände- und Futtermittelgesetzbuch als Dachgesetz des Lebensmittelrechts ein Täuschungsverbot fest und ermächtigt das Bundesministerium für Ernährung, Landwirtschaft und Verbraucherschutz, Verordnungen für bestimmte Lebensmittelkennzeichnungen zu erlassen. Grundsätzlich sind in der Europäischen Union alle Angaben auf vorverpackten Lebensmitteln durch die Lebensmittel-Informationsverordnung (LMIV) geregelt. Diese hat am 13. Dezember 2014 die nur in Deutschland geltende Lebensmittel-Kennzeichnungsverordnung (LMKV) abgelöst. Die LMIV legt allgemeine Pflichtkennzeichnungselemente fest, dies sind vor allem Verkehrsbezeichnung, Hersteller, Zutatenverzeichnis, Mindesthaltbarkeits- oder Verbrauchsdatum. Für einige dieser Kennzeichnungselemente gibt es wiederum Rechts- und rechtsähnliche Quellen, die diese näher regeln. So wird die Verkehrsbezeichnung häufig in produktspezifischen Verordnungen bestimmt; wo diese nicht vorliegen, greift die Verkehrsbezeichnung wie sie sich etwa aus dem Deutschen Lebensmittelbuch ergibt. Näheres zur Kennzeichnung von Zutaten regelt die Zusatzstoff-Zulassungsverordnung, näheres zur Loskennzeichnung die deutsche Los-Kennzeichnungs-Verordnung (LKV; in Österreich: Loskennzeichnungsverordnung [LKVO]). Diese allgemeinen Regelungen werden ergänzt durch eine Vielzahl produktgruppenspezifischer Regelungen, wie beispielsweise
- Honigverordnung,
- Käseverordnung,
- Mineral- und Tafelwasserverordnung.

In der Schweiz ist die Verordnung des EDI betreffend die Information über Lebensmittel maßgebend. In der Schweiz in Verkehr gebrachte vorverpackte Lebensmittel müssen in mindestens einer der drei Amtssprachen (deutsch, französisch oder italienisch) beschriftet sein.
Beispielhaft sind in der folgenden Tabelle häufige Lebensmittelkennzeichen aufgeführt.
| Kennzeichen | Bezeichnung, Bedeutung | Zeichengeber, Vergabekriterien | Anwendungsbereich                |
| --- | --- | --- | -------------------------------- |
| | Zutatenliste, Aufzählung der Stoffe, die einem Lebensmittel zu dessen Herstellung zugegeben wurden; hier identisch mit der Verkehrsbezeichnung „Parmigiano-Reggiano“ (Parmesan) oben auf dem Etikett und zusätzlich die Angabe der Zutat tierischen Labs | verpflichtende Selbstdeklaration Richtlinie 90/496/EWG, hier auch speziell: Verkehrsbezeichnung Hartkäse nach Käseverordnung, § 7                                                          | Europäische Union                |
| geschützte Herkunftsbezeichnung, garantiert geografische Zuordnung; hier hinter der Verkehrsbezeichnung „D.O.P.“ (it. Denominazione d’Origine Protetta) | freiwillige Selbstdeklaration (Eintragung in DOOR-Register der EU erforderlich) Verordnung (EG) Nr. 628/2008 | Europäische Union |                                  |
| Fettgehaltstufe, gibt bei Käse-Standardsorten den Fettgehalt in der Trockenmasse an; hier „mindestens 32 % Fett i.Tr.“ | verpflichtende Selbstdeklaration Käseverordnung | Deutschland |                                  |
| Nährwertkennzeichnung, Angaben zum durchschnittlichen Nährwert, oft physiologischer Brennwert, gefolgt von Eiweiß-, Kohlenhydrat- sowie Fettgehalt | freiwillige Selbstdeklaration Richtlinie 90/496/EWG (ab Dez. 2014: Lebensmittel-Informationsverordnung) | Europäische Union |                                  |
| Guideline Daily Amount (GDA), Richtwert für die Tageszufuhr von Energie; hier: „*basierend auf einer Ernährung von täglich 2000 kcal“, bezieht sich auf folgende, hier nicht abgebildete prozentuale Nährwertangabe: „Eine Portion (30 g) enthält: kcal 116 / 6 % der empfohlenen Tagesmenge*“ | freiwillige Selbstdeklaration Kennzeichnungssystem des Verbands der Europäischen Lebensmittelindustrie (Food and Drink Europe, FDE) | Europäische Union |                                  |
| Unter Schutzatmosphäre verpackt., weist darauf hin, dass die Haltbarkeit durch eine Schutzatmosphäre verlängert wurde | verpflichtende Selbstdeklaration Zusatzstoff-Zulassungsverordnung, § 9 | Deutschland |                                  |
| Losnummer, ermöglicht Zuordnung des Produktes zu Produktionsdurchgang, häufig beginnend mit einem L; hier links unterhalb der Mitte: „Lotto 12.291“ | verpflichtende Selbstdeklaration Los-Kennzeichnungs-Verordnung | Deutschland |                                  |
| Mindesthaltbarkeitsdatum (MHD), gibt an, bis wann ein Lebensmittel bei sachgerechter Aufbewahrung, insbesondere Einhaltung einer genannten Lagertemperatur, ohne wesentliche Geschmacks- und Qualitätseinbußen sowie gesundheitliches Risiko zu konsumieren ist, in der Regel sind Lebensmittel danach auch noch verzehrfähig; hier rechts unterhalb der Mitte: „bei max. +8 °C mindestens haltbar bis: 15.02.13“ | verpflichtende Selbstdeklaration Lebensmittel-Kennzeichnungsverordnung | Deutschland, Österreich |                                  |
| „verbrauchen bis: 15.02.13“ | Verbrauchsdatum, gibt an, ab wann das Lebensmittel verbraucht sein sollte und nicht mehr verkauft werden darf; vorgeschrieben für mikrobiologisch leicht verderbliche Lebensmittel, die nach kurzer Zeit eine unmittelbare Gefahr für die menschliche Gesundheit darstellen könnten (z. B. Hackfleisch, rohes Geflügelfleisch); abzugrenzen vom Mindesthaltbarkeitsdatum, nach dem ein Verbrauch in der Regel auch noch unbedenklich ist | verpflichtende Selbstdeklaration Lebensmittel-Kennzeichnungsverordnung | Deutschland, Österreich          |
| „Nach der Ernte behandelt.“ | Kennzeichnung bei Verwendung von Keimhemmern bei Kartoffeln, Konventionell angebaute Kartoffeln dürfen mit Keimhemmern (meistens Chlorpropham) behandelt werden. Kartoffeln bleiben hierdurch deutlich länger verkaufsfähig. Der Hinweis „Nach der Ernte behandelt“, muss entweder auf der Verpackung oder bei loser Ware beim Preisschild angebracht sein.                                                                              | verpflichtende Selbstdeklaration Rückstandshöchstmengenverordnung | Deutschland, Österreich, Schweiz |
| | Genusstauglichkeitskennzeichen, der Betrieb, welcher das tierische Produkt zuletzt behandelt bzw. verpackt hat, arbeitet nach EU-weiten Hygienestandards und wird entsprechend überwacht | Zulassungsbehörden Verordnung (EG) Nr. 853/2004 | Europäische Union                |
| | Nutri-Score, Nährwertkennzeichnung für verarbeitete Lebensmittel, um das Bewusstsein hinsichtlich einer ausgewogenen Ernährung zu steigern | freiwillige Selbstdeklaration nach Anmeldung bei der Agence nationale de santé publique | Europäische Union                |
| Aussagen zu Nährwert, wie „zuckerfrei“, „fettreduziert“, oder Gesundheit, wie „stärkt die Abwehrkräfte“, „cholesterinsenkend“ | Nährwerts- und gesundheitsbezogene Angaben, Nährwert- und gesundheitsbezogene Aussagen über Lebensmittel müssen wahr und belegbar sein. | freiwillige Selbstdeklaration Verordnung (EG) Nr. 1924/2006 (Health Claims) | Europäische Union                |
| | Eierkennzeichnung, Haltungsform – Ländercode – Erzeugernummer, hier: 0-DE-1344461 (Bio – Deutschland – Farm Siedenbrünzow) | verpflichtende Selbstdeklaration Verordnung (EG) Nr. 598/2008 (Vermarktungsnormen für Eier)                                                                                                | Europäische Union                |
| | Hechscher, kennzeichnet koschere Lebensmittel | unter rabbinischer Aufsicht stehende Organisation organisationsspezifische Auslegung der Halacha (jüdische Herstellungsregeln) und Kaschrut (jüdische Speiseregeln)                        | international                    |
| | Halāl kennzeichnet Lebensmittel, die nach Islamischem Brauch in Ordnung sind. | | international                    |
| | Gütezeichen Deutsche Markenbutter, kennzeichnet in Deutschland hergestellte Butter, die Qualitätsanforderungen hinsichtlich Aussehen, Geruch, Geschmack, Textur, Wasserverteilung und Streichfähigkeit erfüllt | Überwachungsstelle nach Landesrecht (z. B. landwirtschaftliche Forschungsanstalten) Butterprüfung gemäß Butterverordnung                                                                   | Deutschland                      |
| | Warnhinweis: Kein Alkohol während der Schwangerschaft, macht auf die Gefahr von Alkoholkonsum während der Schwangerschaft für das Kind aufmerksam (Fetales Alkoholsyndrom) | freiwillige Selbstdeklaration (in Frankreich verpflichtend) | international                    |
| | Glutenfrei-Symbol, kennzeichnet glutenfreie Lebensmittel, eine spezielle Allergenkennzeichnung bei Zöliakie (daneben gibt es eine textuelle Kennzeichnung nach EU-Verordnung 41/2009) | Deutsche Zöliakiegesellschaft (DZG) Kriterien der DZG | Deutschland                      |
| | V-Label, kennzeichnet vegetarische Lebensmittel | Europäische Vegetarier-Union (EVU) Kriterien der EVU, Kernkriterium: keine Tierkörperbestandteile, einschließlich nicht-deklarationspflichtiger Verarbeitungshilfsmittel wie Kälberlab     | Europa                           |
| | Zahnmännchen, kennzeichnet zahnfreundliche Süßwaren | Toothfriendly International, in Deutschland Aktion Zahnfreundlich Kriterien von Toothfriendly International; i. W. dürfen Produkte weder Karies noch säurebedingte Zahnschäden verursachen | International                    |
| | Kaloriengehalt von Getränken, kennzeichnet Lebensmittel des täglichen Konsums. | | Europa                           |
| | Kalorienexzess in Süßwaren, kennzeichnet besonders ungesunde, (exzessiv) fettige, zuckrige, kalorienhaltige Lebensmittel des täglichen Konsums (Beispiel am Alfajor-Keks). | Gesundheitsministerium der Föderalen Republik Argentinien | Argentinien                      |

### Kleidung
| Kennzeichen                                      | Bezeichnung, Bedeutung                                                                                           | Zeichengeber, Vergabekriterien                                                             | Anwendungsbereich |
| ------------------------------------------------ | --- | ------------------------------------------------------------------------------------------ | ----------------- |
| „60 % Baumwolle / Cotton / Coton 40 % Polyester“ | Rohstoffgehaltsangabe, Art und Gewichtsanteil der verwendeten textilen Rohstoffe                                 | verpflichtende Selbstdeklaration gemäß Textilkennzeichnungsgesetz bzw. Richtlinie 96/74/EG | Europäische Union |
|                                                  | Textilpflegesymbole, kennzeichnet die vom Hersteller empfohlenen Art der Behandlung                              | freiwillige Selbstdeklaration EN ISO 3758, ähnlich ISO 3758:2005-04                        | international     |
|                                                  | Schuhmaterialkennzeichnung, kennzeichnet die für Obermaterial, Innenfutter und Laufsohle verwendeten Materialien | verpflichtende Selbstdeklaration Richtlinie 94/11/EG                                       | Europäische Union |

### Spielzeug
| Kenn- zeichen | Bezeichnung, Bedeutung                                                                                      | Zeichengeber, Vergabekriterien | Anwendungsbereich       |
| ------------- | --- | --- | ----------------------- |
|               | Warnhinweis „Nicht geeignet für Kinder unter 3 Jahren“, die konkrete Gefahr muss zusätzlich angegeben sein. | verpflichtende Selbstdeklaration gemäß europäischer Richtlinie 2009/48/EG (Spielzeugrichtlinie)                                               | Europäische Union       |
|               | „spiel-gut“-Gütesiegel, kennzeichnet vom Arbeitsausschuss Spiel gut für gut befundenes Spielzeug            | Arbeitsausschuß Kinderspiel und Spielzeug e. V. vereinseigene Kriterien, u. a. pädagogische Aspekte, Sicherheit, Umweltverträglichkeit, Preis | Deutschland, Österreich |

### Wasch- und Reinigungsmittel
Die Kennzeichnung von Wasch- und Reinigungsmitteln ist seit 2005 europaweit in der Detergenzienverordnung geregelt, die in Deutschland durch das Wasch- und Reinigungsmittelgesetz umgesetzt und erweitert ist.
Verpflichtend ist die Angabe
- des Herstellers bzw. desjenigen, der das Mittel in den Verkehr bringt,
- einer Liste der Inhaltsstoffe, die die verwendeten Chemikalien auflistet,
- soweit erforderlich, wie man das Mittel verwendet und welche Vorsichtsmaßnahmen dabei erforderlich sind,
- der Dosierung von Waschmitteln in Abhängigkeit von den Wasserhärten weich, mittel, hart und der Verschmutzung sowie der Ergiebigkeit in Anzahl von Waschmaschinenladungen bei mittlerer Wasserhärte,
- eines Hinweises darauf, wo man ein vollständiges Datenblatt zu den Inhaltsstoffen erhalten kann.

Daneben gelten allgemeine Kennzeichnungspflichten, etwa hinsichtlich Warn- und Anwendungshinweisen aus dem Chemikalienrecht und der Gefahrstoffverordnung.
| Kenn- zeichen                                         | Bezeichnung, Bedeutung | Zeichengeber, Vergabekriterien | Anwendungsbereich |
| ----------------------------------------------------- | --- | --- | ----------------- |
| @ www.xxxx.de (inkl. Rezepturinformation Verbraucher) | Hinweis auf veröffentlichte Inhaltsstoffliste, Hersteller von Waschmitteln müssen über die Inhaltsstoffangaben auf der Verpackung hinaus eine vollständige Liste der INCI-Bezeichnungen veröffentlichen und darauf auf der Verpackung hinweisen, dies dient vor allem Allergikern                                     | verpflichtende Selbstdeklaration Detergenzienverordnung, Anhang VII, D) | Europäische Union |
| Datenblatt med. Personal: 0800/380 xxxx               | Hinweis auf Datenblatt für medizinisches Personal, Hersteller müssen ein Datenblatt aller Inhaltsstoffe mit Gewichtsanteilen für medizinisches Personal bereithalten, das es zum Beispiel bei Vergiftungen heranzieht; auf der Verpackung muss angegeben sein, wie man dieses Datenblatt vom Hersteller erhalten kann | verpflichtende Selbstdeklaration Detergenzienverordnung, Art. 11 2c) | Europäische Union |
| UBA 1495 0028                                         | UBA-Nummer, Identifikation in einer Rezeptur-Datenbank des Umweltbundesamtes (UBA); bis zur Umsetzung der Detergenzienverordnung mussten Hersteller ihre Produkte dem UBA melden, hierüber erhielt auch medizinisches Personal in Vergiftungsfällen Informationen über das Mittel                                     | freiwillige Selbstdeklaration (bis 2005 verpflichtend) Wasch- und Reinigungsmittelgesetz in alter Fassung vor 2007, jetzt freiwillige Angabe vorwiegend auf älteren Produkten | Deutschland       |

### Elektronik

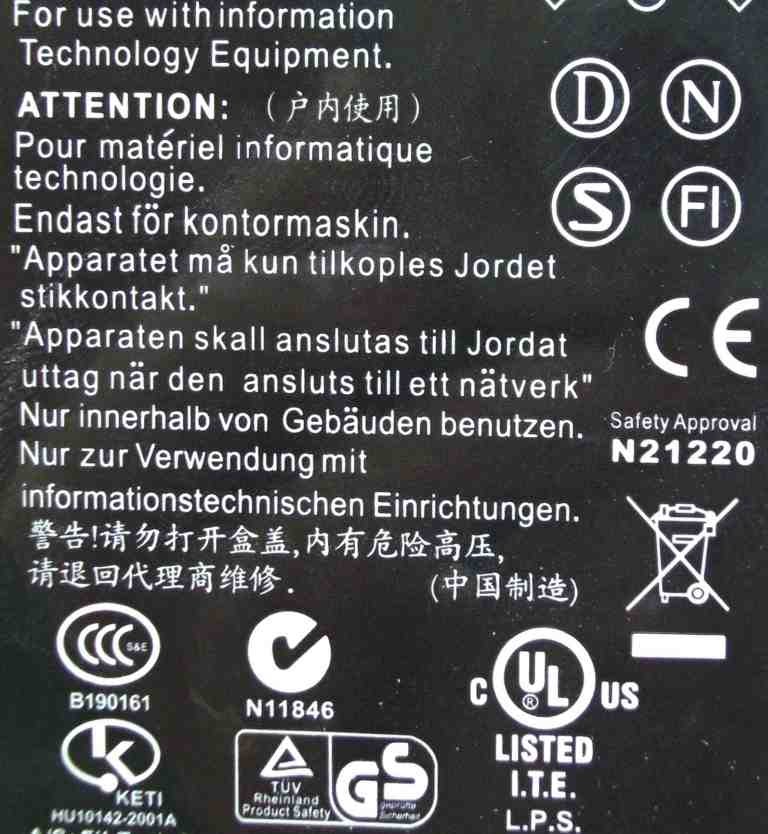
Produktkennzeichen auf einem Computermonitornetzteil: Symbole von oben nach unten: DEMKO, NEMKO, SEMKO, SETI, CE, WEEE, CCC, C-tick mark, UL (mit dem Zusatz „Listed I.T.E.“), KETI, TÜV, GS

Elektrogeräte, also Geräte, die entweder mit Netzspannung oder Batterie oder über USB-Kabel versorgt werden, müssen in der Europäischen Union verschiedenen Kennzeichnungsvorschriften entsprechen. EU-weit geregelte Angaben sind u. a.:
- Herstellerangabe[31]
- durchkreuzte Mülltonne , das Gerät darf nicht in den Hausmüll (WEEE-Richtlinie)[31]
- CE-Kennzeichnung , für Elektrogeräte geregelt in RoHS

Weitere internationale Kennzeichen:
- ARIB – Japan
- A-Tick Mark als Zeichen für die Konformität mit australischen Telekommunikations- und EMV-Standards, z. B. auf Festnetztelefonen
 Wird ab 1. März 2016 von RCM abgelöst.
- AS (Australian Standards Association) – Australien
- ANATEL (Agência Nacional de Telecomunicações) – Brasilien, Telekommunikationsgeräte
- BABT (British Approvals Board for Telecommunications)
- BEAB (British Electrical Approval Board)
- BSI – British Standards Institution. Das Symbol wird umgangssprachlich „Kite Mark“ genannt, weil es an einen Papierdrachen (engl. kite) erinnert.
- BSMI (Bureau of Standards, Metrology and Inspection) – Taiwanischer Produktsicherheitsstandard und Elektromagnetische Verträglichkeit, basiert auf CNS Standard
- C-Tick Mark mit einem Buchstaben und einer Ziffernkombination rechts davon als Zeichen für die Konformität mit australischen EMV-Standards, z. B. auf Produkten mit IEEE 802.11 oder Bluetooth
 Wird ab 1. März 2016 von RCM abgelöst.
- CCC als Abkürzung für China Compulsory Certification
- CEBEC – Belgien
- Ein Kreis gebildet aus zwei runden Pfeilen mit einem kleinen „e“ bzw. einer Zahl in der Mitte als Symbol für die Erfüllung der chinesischen RoHS-Richtlinie. Die Ziffer gibt die übliche Nutzungsdauer ab Herstelldatum an.
- Committee for Electrotechnical Belgium European Community (CEBEC)
- CENELEC Electronic Components Committee (CECC)
- Conformity Certification of Electrical Equipment (CCEE) – China
- CNC (Comisión Nacional de Comunicaciones) – Argentinien
- COFETEL (Comisión Federal de Telecomunicaciones) – Mexiko, Telekommunikationsgeräte
- CPS (Singapore Consumer Protection Registration Scheme) – Sicherheitsstandard in Singapur von SPRING Singapore (Standards, Productivity and Innovation Board) verliehen.
- CRT (Comisión de Regulación de Telecomunicaciones) – Kolumbien, Telekommunikationsgeräte
- CSA – Ein Dreiviertelkreis mit den Buchstaben SA im Inneren als CSA-Kennzeichnung, Canadian Standards Agency
- DIN – Deutsches Institut für Normung
- DEMKO (Danmarks Elektriske Materiel Kontrol) – Dänemark
- EAC – Eurasische Konformität für ein In-Verkehr-Bringen in Eurasische Wirtschaftsunion
- EK – Korea, basiert auf K Standard
- ENEC-Zeichen – European Norms Electrical Certification
- ETSI – Europa
- FCC-Kennzeichnung  auf Kommunikationsgeräten, wie zum Beispiel Radio, Fernseher, Computerzubehör – USA
- Giteki – Japan, basiert auf Radio Gesetz 38-6-1
- GOST – GOSSTANDART, russisches Zertifikat
- GS als Abkürzung für Geprüfte Sicherheit
- Kreis mit den Buchstaben ETL im Inneren als Intertek (früher ETL) Kennzeichnung
- Haus mit Schornstein und Pfeil nach innen (von rechts nach links zeigend) bzw.  – Verwendung nur im Haus, nicht im Freien
- IC – Industry Canada
- ICC (Import Commodity Clearance) – Philippinen
- INMETRO (Instituto Nacional de Metrologia, Normalização E Qualidade Industrial) – Brasilien
- IMQ (Istituto Italiano del Marchio di Qualità) – Italien
- IRAM (Instituto Argentino de Normalización y Certificación) – Argentinien, auch S-Mark genannt
- ITE – Informationstechnische Einrichtung (englisch Information Technology Equipment)
- KCC (Korea Communications Commission) – Korea, inkludiert Elektromagnetische Verträglichkeit, Radio und Telekom
- KEMA – Holland
- KEPDIRGEN – Indonesien, für Telekommunikationsequipment. Wird von DGPT (Directorate General of Post and Telecommunications) ausgestellt
- KETI (Korean Testing Laboratories) – Koreanisches Prüfzeichen
- MET
- MITI – heute METI (Ministry of Economy, Trade & Industry), Japan
- MTC (Ministerio de Transportes Comunicaciones) – Peru, basiert auf CISPR und IEC Standards
- NAL (Network Access License) – China, für Kommunikationstechnik
- NCC (National Communications Commission) – Taiwan
- NEMKO (Norges Elektriske Materiellkontroll) – Kreis mit einem N im Inneren, Zeichen der norwegischen NEMKO, die Produktsicherheitstest und EMV-Tests durchführt.
- NF – Verliehen von LCIE im Auftrag von AFNOR, Frankreich
- Ninsho – Japan, basiert auf Radio Gesetz 38-24-1
- NOM (Norma Oficial Mexicana) – Mexiko
- NTC (National Telecommunications Commission) – Thailand, für Telekommunikationsgeräte
- ÖVE – Österreichischer Verband der Elektroindustrie
- PS (Philippine Standard) – Philippinen
- PSE (Product Safety Electric Appliance and Material) – Japanisches Produktsicherheitszeichen, basiert auf DENAN Standard
- Regulatory Compliance Mark (RCM) – ab 1. März 2016[34] gültige Kennzeichnung für Konformität mit australischen ACMA Standard und für elektrische Sicherheit
- ЯU – UL-registriert
- SABS Mark of Approval (Südafrika)
- SAE Society of Automotive Engineers
- SEMKO – Svenska Electriska Materielkontrollanstalten, Kreis mit einem S im Inneren, Zeichen der schwedischen ETL SEMKO (ehemaliges Electrical Testing Laboratory), die Produktsicherheitstests und EMV-Tests durchführt.
- SETI – Finnische Kennzeichnung, Kreis Mit FI im Inneren
- SEV – Schweizerischer Elektrotechnischer Verein
- SIRIM – Malaysien, basiert auf IEC
- SRRC (State Radio Regulatory Committee) – China
- SUPTEL (Superintendencia de Telecomunicaciones) – Ecuador, Telekommunikationsgeräte
- TÜV
- UL – amerikanische Zertifizierung, ähnlich der VDE-Zertifizierung
- VDE – Verband der Elektrotechnik, Elektronik und Informationstechnik
- Voluntary Control Council for Interference (VCCI) – Japan
- WiFi certified, zum Beispiel auf Notebooks mit eingebautem WLAN
- WPC (Wireless Planning and Coordination Wing) – Indien, drahtlose Datenübertragung

Zusätzlich findet man Angaben über die Eingangsspannung (zum Beispiel 100–240 V), die Art der Eingangsspannung (~ oder =), den max. Strom (zum Beispiel 1,3 A) und bei Geräten die mit Wechselspannung betrieben werden die Netzfrequenz (zum Beispiel 50–60 Hz).

### Güte- und Prüfsiegel
Es existiert eine Vielzahl von Gütesiegeln und Prüfsiegeln, mit denen auf besondere Qualitäten eines Produktes sowie die Einhaltung von technischen oder Umweltstandards außerhalb der gesetzlich vorgeschriebenen Kennzeichnungen hingewiesen werden kann.

## Weitere Kennzeichnungen
- Industrielle Kennzeichen im industriellen Fertigungsprozess
- Warenzeichen, (trademark), rechtlich geschütztes Zeichen zur Unterscheidung von Waren verschiedener Marken, siehe Marke (Recht)
- Typenschild, Kennzeichnung technischer Geräte nach Vorschriften von Überwachungsinstitutionen oder gemäß den Regeln einer Branche
- Unique Formula Identifier (UFI)